# Kelly Liggan
Kelly Liggan (* 5. Februar 1979 in Dublin) ist eine ehemalige irische Tennisspielerin.

## Karriere
Liggan gewann einen Doppeltitel auf der WTA Tour. Auf ITF-Turnieren gelangen ihr vier Einzel- und sieben Doppeltitel. Zwischen 1999 und 2008 spielte sie für die irische Fed-Cup-Mannschaft; sie gewann 19 ihrer 29 Einzel- und fünf ihrer neun Doppelpartien.
Ihr letztes Match auf der Damentour bestritt sie im September 2009 bei einem ITF-Turnier in Spanien.

## Turniersiege

### Einzel
| Nr. | Datum           | Turnier  | Kategorie   | Belag     | Finalgegnerin    | Ergebnis  |
| --- | --------------- | -------- | ----------- | --------- | ---------------- | --------- |
| 1.  | 25. Juni 2000   | Montreal | ITF $10.000 | Hartplatz | Jennifer Embry   | 6:3, 6:2  |
| 2.  | 2. Juli 2000    | Lachine  | ITF $10.000 | Sand      | Remi Tezuka      | 7:5, 6:0  |
| 3.  | 6. August 2006  | Vigo     | ITF $25.000 | Hartplatz | Laura Thorpe     | 6:1, 6:3  |
| 4.  | 13. August 2006 | Coimbra  | ITF $25.000 | Hartplatz | Monica Niculescu | 6:0, 7:67 |

### Doppel
| Nr. | Datum             | Turnier             | Kategorie   | Belag             | Partnerin                  | Finalgegnerinnen                        | Ergebnis        |
| --- | ----------------- | ------------------- | ----------- | ----------------- | -------------------------- | --------------------------------------- | --------------- |
| 1.  | 3. August 1998    | Périgueux           | ITF $10.000 | Sand              | Paula García               | Samantha Schoeffel Stéphanie Testard    | 3:6, 6:3, 7:63  |
| 2.  | 24. Mai 1999      | Guimarães           | ITF $10.000 | Hartplatz         | Tzipora Obziler            | Sabina da Ponte Giana Gutiérrez         | 6:3, 6:1        |
| 3.  | 31. Mai 1999      | Oliveira de Azeméis | ITF $10.000 | Hartplatz         | Tzipora Obziler            | Mariana Mesa Jorgelina Torti            | 6:4, 4:6, 7:66  |
| 4.  | 6. Mai 2002       | Edinburgh           | ITF $25.000 | Sand              | Conchita Martínez Granados | Victoria Davies Eva Martincová          | 5:7, 6:0, 6:1   |
| 5.  | 22. Juli 2002     | Pamplona            | ITF $25.000 | Hartplatz (Halle) | Elena Baltacha             | Yvonne Doyle Susanne Trik               | 6:76, 7:61, 6:3 |
| 6.  | 10. November 2002 | Pattaya             | WTA Tier V  | Hartplatz         | Renata Voráčová            | Lina Krasnoruzkaja Tatjana Panowa       | 7:5, 7:67       |
| 7.  | 25. Oktober 2005  | Mexiko-Stadt        | ITF $25.000 | Hartplatz         | Soledad Esperón            | Yamile Fors Guerra Yanet Núñez Mojarena | 1:6, 6:4, 6:3   |
| 8.  | 28. Februar 2006  | Clearwater          | ITF $25.000 | Hartplatz         | Lina Stančiūtė             | Natalie Grandin Chanelle Scheepers      | 6:3, 6:1        |